# جيرالد طوماس ولش
جيرالد طوماس ولش (بالإنجليزية: Gerald Thomas Walsh)‏ هو كاهن كاثوليكي أمريكي، ولد في 25 أبريل 1942 في نيويورك في الولايات المتحدة.